# Francisco Ximenes de Texada
Francisco Ximenes de Texada (Funes, 13 ottobre 1703 – La Valletta, 9 novembre 1775) è stato Gran Maestro dell'Ordine di Malta dal 1773 fino alla sua morte.

## Biografia
Francisco Ximenes de Texada fu uno dei Gran Maestri dell'Ordine più odiati dai maltesi e dagli stessi cavalieri di Malta, sia per il comportamento che mantenne nei confronti dell'Ordine e dei suoi sottoposti, sia per le errate riforme che applicò in campo militare e finanziario; per questi motivi il suo regno venne demarcato da numerose rivolte, fra le quali la cosiddetta Rivolta dei sacerdoti del 1775.
Morì nello stesso anno per una febbre polmonare. Venne sepolto nella Concattedrale di San Giovanni de La Valletta, in una piccola tomba che, al contrario di quanto prescritto dalla tradizione per i Gran Maestri, non reca iscrizioni o monumenti distintivi, fatto che per secoli ne ha resa difficile la corretta identificazione.